# Rząśnia (gmina)
Rząśnia – gmina wiejska w województwie łódzkim, w powiecie pajęczańskim. W latach 1975–1998 gmina położona była w województwie piotrkowskim.
Siedziba gminy to Rząśnia.
Według danych z 31 grudnia 2007 gminę zamieszkiwało 4814 osób, w roku 2022 liczba ta wynosiła 5039.

## Struktura powierzchni
Według danych z roku 2007 gmina Rząśnia ma obszar 86,12 km², w tym:
- użytki rolne: 80%
- użytki leśne: 13%.

Gmina stanowi 10,71% powierzchni powiatu pajęczańskiego.

## Demografia

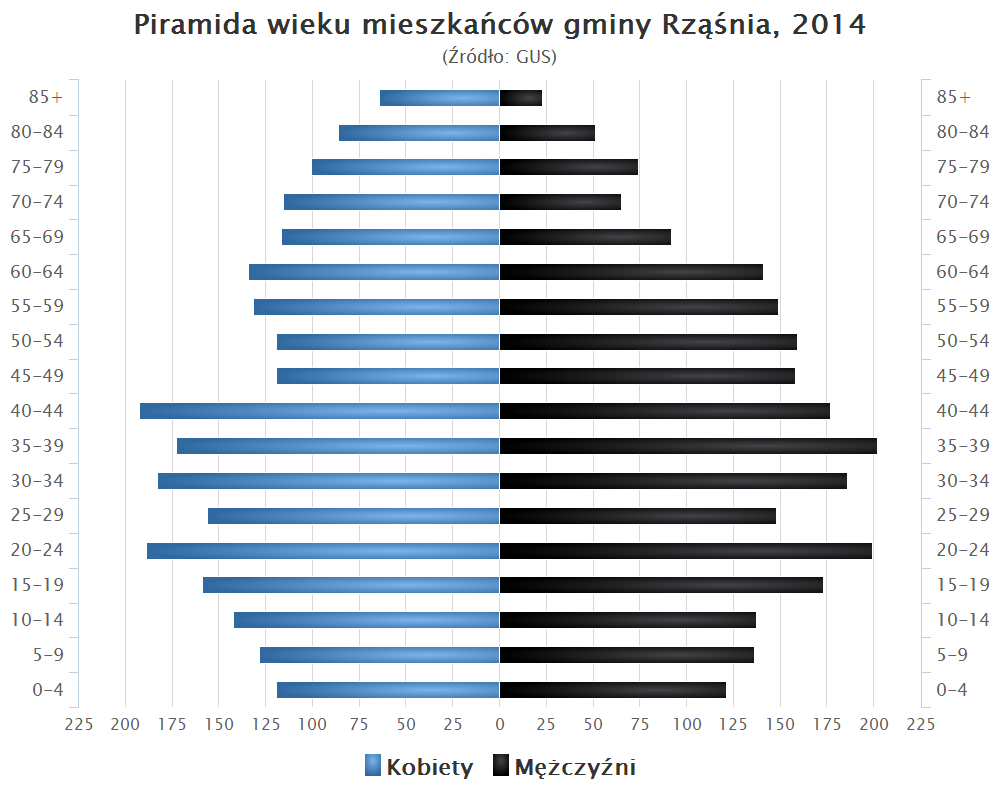
Piramida wieku mieszkańców gminy Rząśnia w 2014 roku

Dane z 31 grudnia 2022 roku:
| Opis                              | Ogółem | Ogółem | Kobiety | Kobiety | Mężczyźni | Mężczyźni |
| --------------------------------- | ------ | ------ | ------- | ------- | --------- | --------- |
| jednostka                         | osób   | %      | osób    | %       | osób      | %         |
| populacja                         | 5039   | 100    | 2553    | 51      | 2486      | 49        |
| gęstość zaludnienia (mieszk./km²) | 58     | 58     | 30      | 30      | 28        | 28        |

## Komunikacja

### Transport drogowy
Teren gminy przecina droga wojewódzka:
- nr 483: Łask – Częstochowa.

### Transport kolejowy
Przez gminę Rząśnia przebiega linia kolejowa nr 146 Wyczerpy – Chorzew. W miejscowości Biała funkcjonuje stacja kolejowa Biała Szlachecka.

## Sołectwa
Augustów, Będków, Biała, Broszęcin, Gawłów, Kodrań, Krysiaki-Marcelin, Rekle, Rząśnia, Stróża, Suchowola, Kolonia Suchowola, Zielęcin, Żary.
W skład gminy wchodziła także nieistniejąca już wieś sołecka Zabrzezie – obecnie teren KWB Bełchatów

## Pozostałe miejscowości
Kolonia Broszęcin, Grabowiec, Kopy, Rychłowiec, Ścięgna, Wyrwas.

## Sąsiednie gminy
Kiełczygłów, Pajęczno, Rusiec, Sulmierzyce, Szczerców